# SSCV Thialf

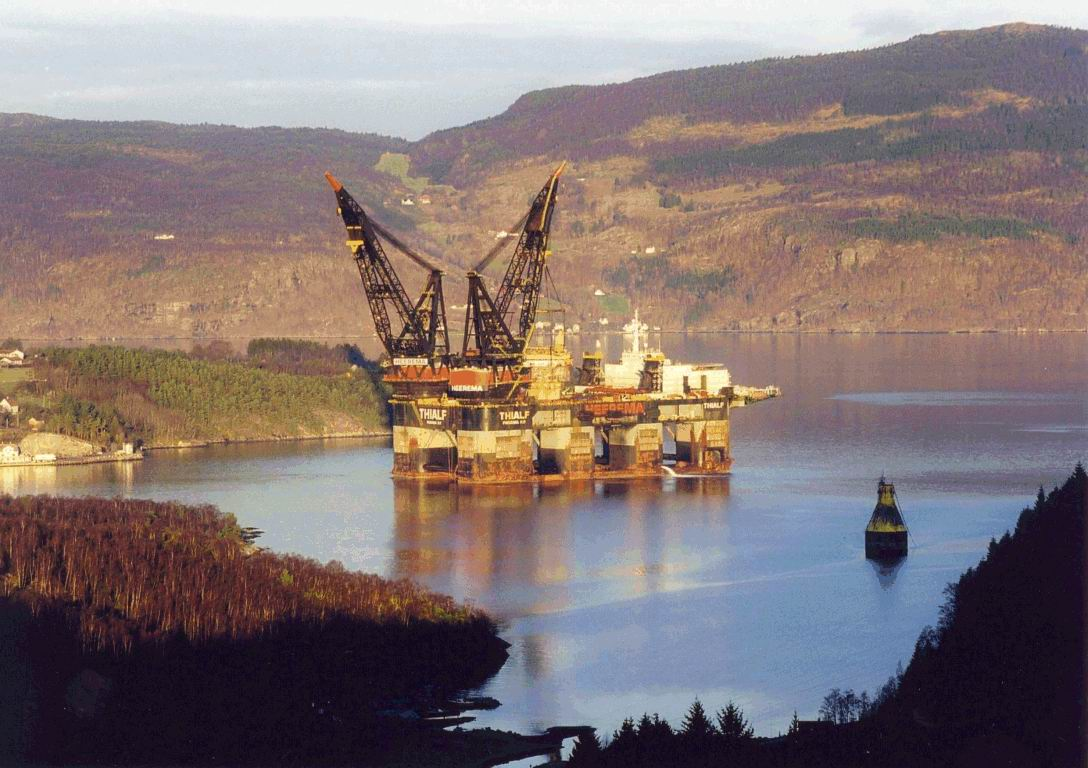
SSCV Thialf

SSCV Thialf — полупогружной плавучий кран грузоподъёмностью 14200 т, установленный на платформу. В настоящее время эксплуатируется нидерландской компанией Heerema Marine Contractors и является самым мощным плавучим краном в мире.

## История
Судно было построено в апреле 1985 года японской компанией Mitsui Engineering & Shipbuilding под именем  DB-102 для McDermott International. В 1997 году оно было передано Heerema Marine Contractors и переименовано в Thialf.
Thialf проходит модернизацию, за 8 недель (в период сентября и октября 2016) была полностью перестроена нижняя палуба B3. Каюты оснащены раздельными санузлами, при переоборудовании использовались материалы ведущих мировых изготовителей IMO сертифицированных материалов.

## Описание
Судно (вес 74117 т, тоннаж 131294 т) имеет два крана общей грузоподъёмностью более 14 200 метрических тонн, что делает его крупнейшим плавучим краном в мире, способным разместить 736 человек. Корпус судна состоит из двух понтонов с четырьмя колоннами каждый. Транзитная осадка составляет около 12 метров. Для подъёмных операций её дополнительно снижают балластом до 26,6 м.

## Характеристики судна
| IMO-номер:  | 8757740   |
| MMSI-номер: | 353979000 |
| Позывной:   | 3EAA4     |
| Флаг:       | Панама    |
| Высота      | 96м       |
| Длина       | 202м      |
| Масса       | 74117т    |

## Выполненные работы
- 1995 год: установка пилона на Мосту Эразма.
- 1998 год: вывод из эксплуатации нефтехранилища Brent Spar[англ.].
- В 2000 году им был установлен мировой рекорд. Кран, выполняя работы для Royal Dutch Shell, поднял верхние строения платформы Shearwater общей массой 11883 т. Через 4 года рекорд был побит — другой кран, Saipem 7000[англ.], поднял груз массой 12100 т[4].
- В 2004 году кран был занят на монтаже верхних строений платформы BP Holstein. Масса груза стала рекордной для Мексиканского залива — 7810 т. На сегодняшний день актуальный рекорд Мексиканского залива составляет 9521 т. Он был поставлен краном Saipem 7000 в марте 2007 года[5].
- В 2005 году судно использовалось для установки свайного фундамента под нефтяную платформу Benguela Belize компании Chevron.